# Anita Chapman
Anita Chapman MBE (Doncaster, 3 juli 1952) is een Brits boogschutter.
Chapman debuteerde op de Paralympische Zomerspelen in Atlanta (1996), waar ze een zilveren medaille in de wacht sleepte. Met het Brits nationaal team (met als vaste teamgenoot Kathy Smith) won ze op de Spelen achtereenvolgens brons, zilver en goud. Haar beste individuele resultaat behaalde ze in Sydney (2000), toen ze in de finale de Poolse Małgorzata Olejnik versloeg en een gouden medaille won.

## Palmares
| 1996 Paralympische Zomerspelen (individueel) Paralympische Zomerspelen (team) 2000 Paralympische Zomerspelen (individueel) Paralympische Zomerspelen (team) | 2004 Paralympische Zomerspelen (team) |